# 円上島
円上島（まるがみじま）は、香川県観音寺市に属する島（無人島）。

## 地理
瀬戸内海の燧灘（ひうちなだ）にあり、観音寺市の沖合い20km、伊吹島の西北西に位置する。最高点は標高83.4mであり、島の周囲は険しい断崖で囲まれている。かつては漁師が漁の際に仮泊することがあった。
周囲の島
- 股島
- 小股島
- 伊吹島

## 文化財
国指定の天然記念物の球状ノーライト（菊花石）があるが、状態のよいものは盗掘をうけて破壊されている。